# قرخلو (تكاب)
قرخلو هي قرية في مقاطعة تكاب، إيران. يقدر عدد سكانها بـ 286 نسمة بحسب إحصاء 2016.